# Mesosmylina sibirica
Mesosmylina sibirica là một loài côn trùng trong họ Osmylidae thuộc bộ Neuroptera. Loài này được Ponomarenko miêu tả năm 1985.